# 京王高尾山温泉
京王高尾山温泉（けいおうたかおさんおんせん）は東京都八王子市高尾町にある温泉。高尾山の麓にあり山の玄関口の一つである、京王高尾線の高尾山口駅に隣接する。2015年10月27日、京王グループの日帰り温泉施設として「京王高尾山温泉 / 極楽湯」が開業した。

## 概要
「京王高尾山温泉 / 極楽湯」は、全国で温泉施設・スーパー銭湯を展開する極楽湯チェーンのフランチャイズ加盟店であり、施設の運営を京王グループの京王設備サービスおよびレストラン京王（お食事処）が行う形を取っている。
京王グループとしては初の温泉施設であり、また極楽湯チェーンの施設としては観光地への初出店となる。極楽湯の京王沿線の店舗としては、他に多摩センター店が存在するが直営店であり、京王グループとの関連はない。
京王高尾山温泉の掘削（ボーリング）は、2012年10月から掘削工事を開始、温泉の湧出を確認したため、施設建設工事に向け本格的に準備を開始した。なお周囲に温泉街と呼べるものはなく、当温泉の湯を使用する施設はこの一箇所のみとなっている。
温泉施設のオープンに先駆け、2015年4月24日に高尾山口駅がリニューアルされている。また同年9月30日より運行開始した京王8000系（8713編成）ラッピング電車「高尾山トレイン」では、「高尾山の温泉 開湯」のヘッドマークを掲げて走行し、温泉の暖簾をかたどった車内装飾などによる宣伝がなされた。
2016年10月27日には開業1周年を迎え、これを記念して10月22日から10月30日までの土曜日・日曜日に、高尾山口駅前で「高尾山オータムフェスタ」が開催され、また「開湯1周年感謝祭」として入湯料半額サービスやノベルティグッズ配布、プレゼントが当たる抽選会などが行われた。

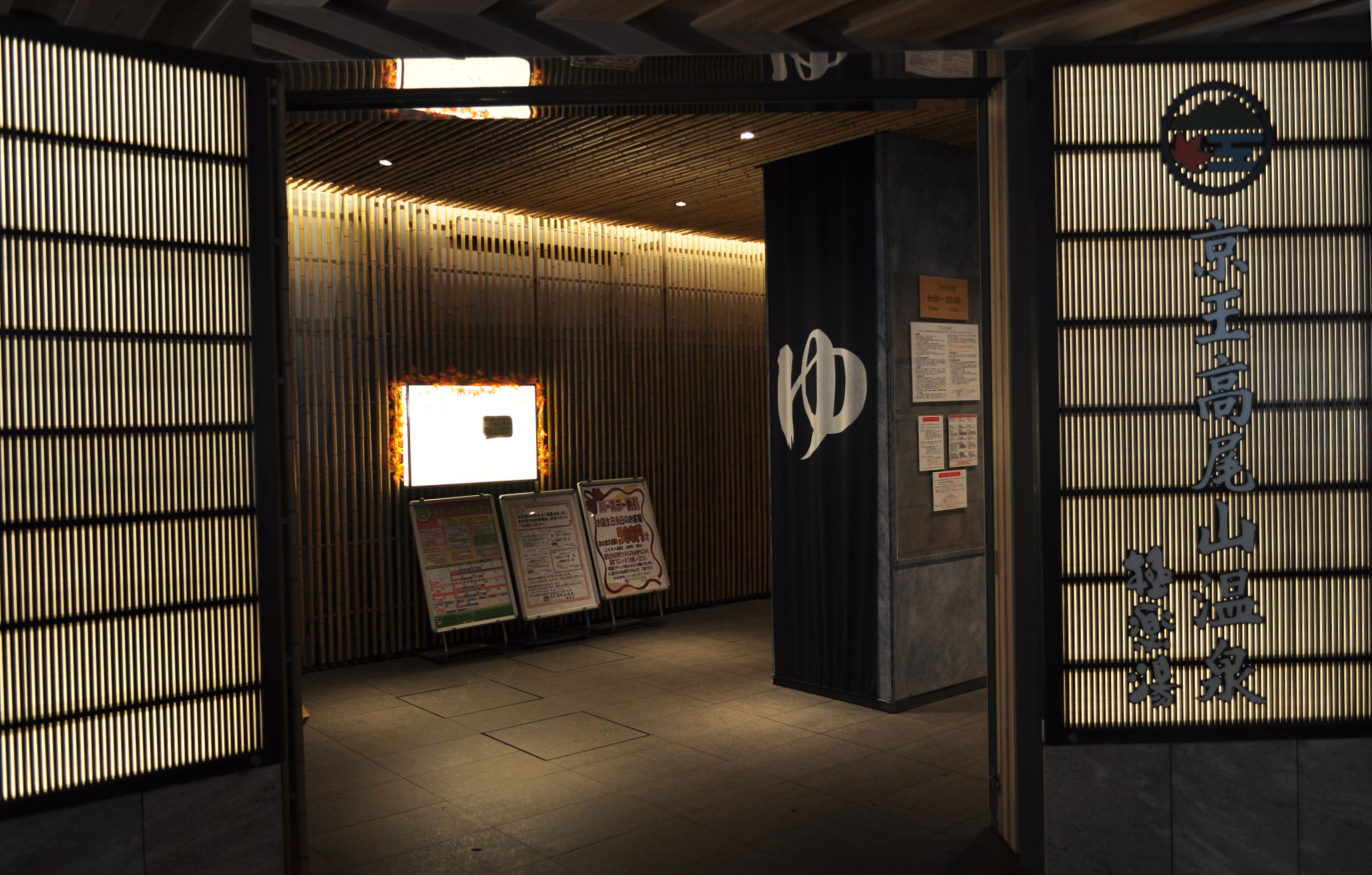
極楽湯入口。高尾山口駅改札に隣接（2017年11月24日撮影）
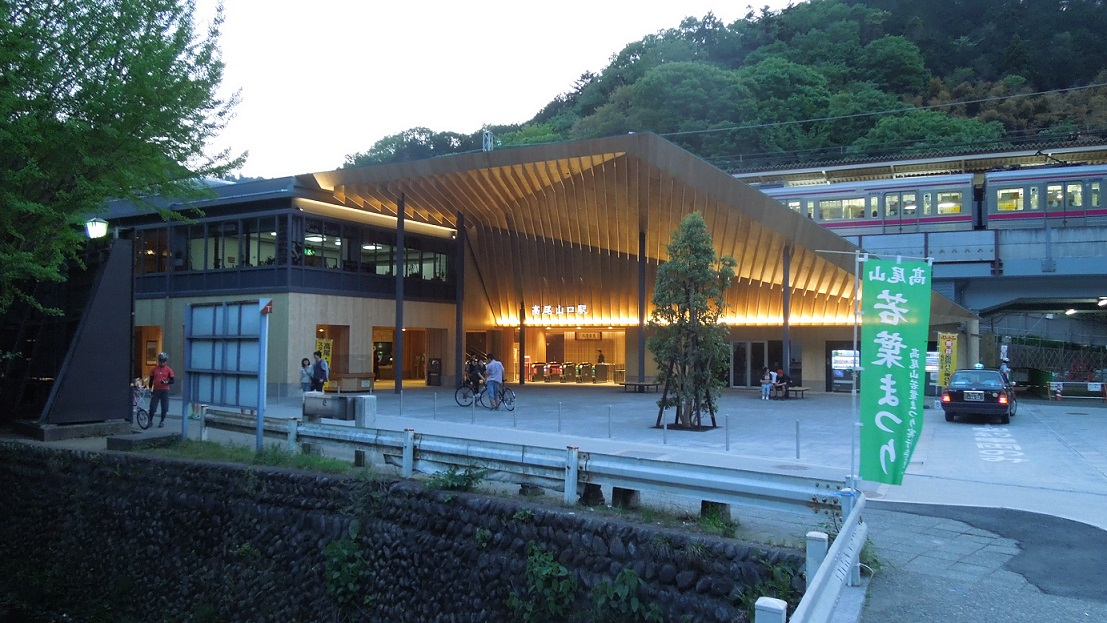
温泉開業に先駆けリニューアルされた高尾山口駅（2015年5月2日撮影）
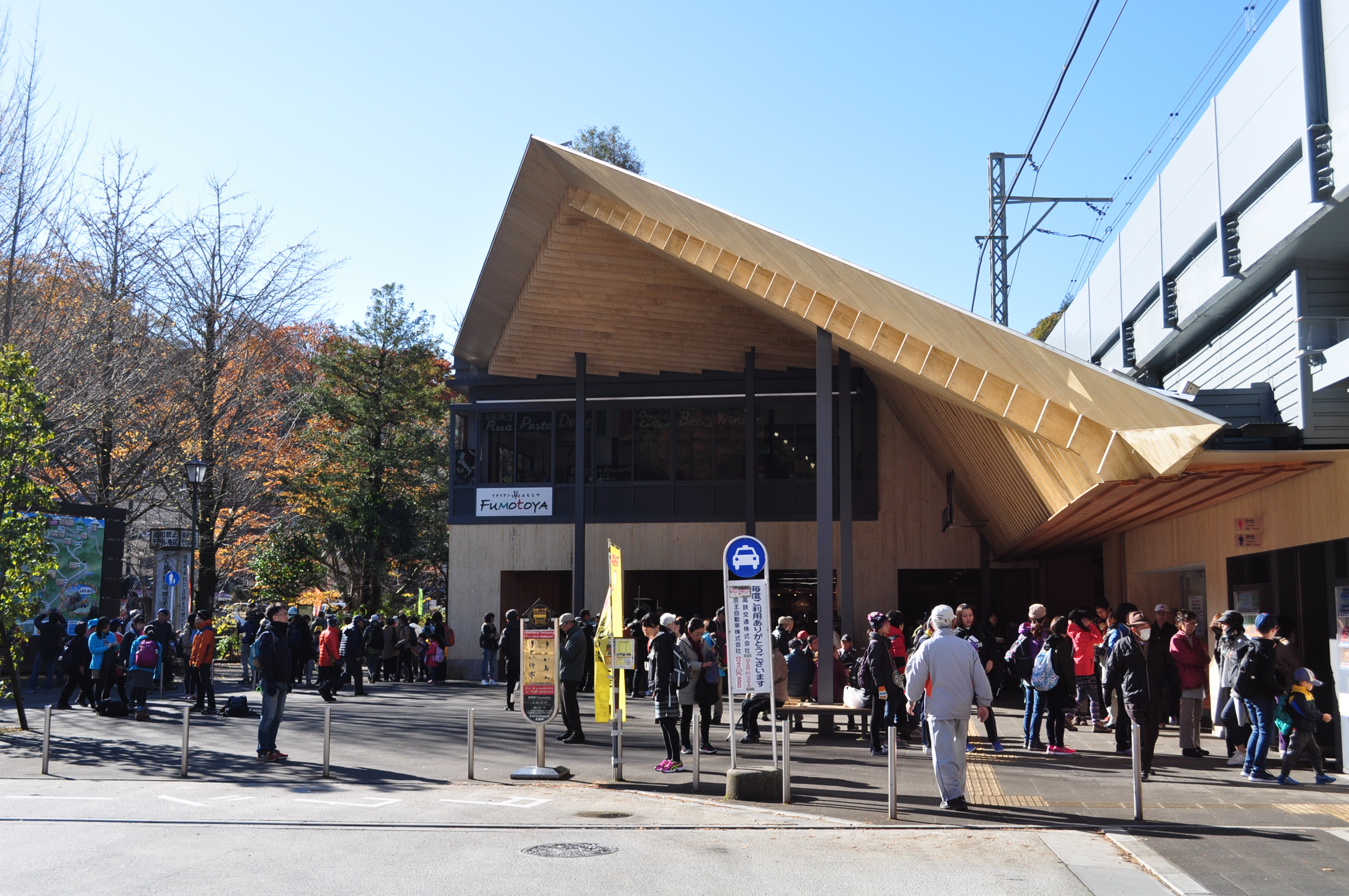
リニューアル後の高尾山口駅前（2017年11月24日撮影）
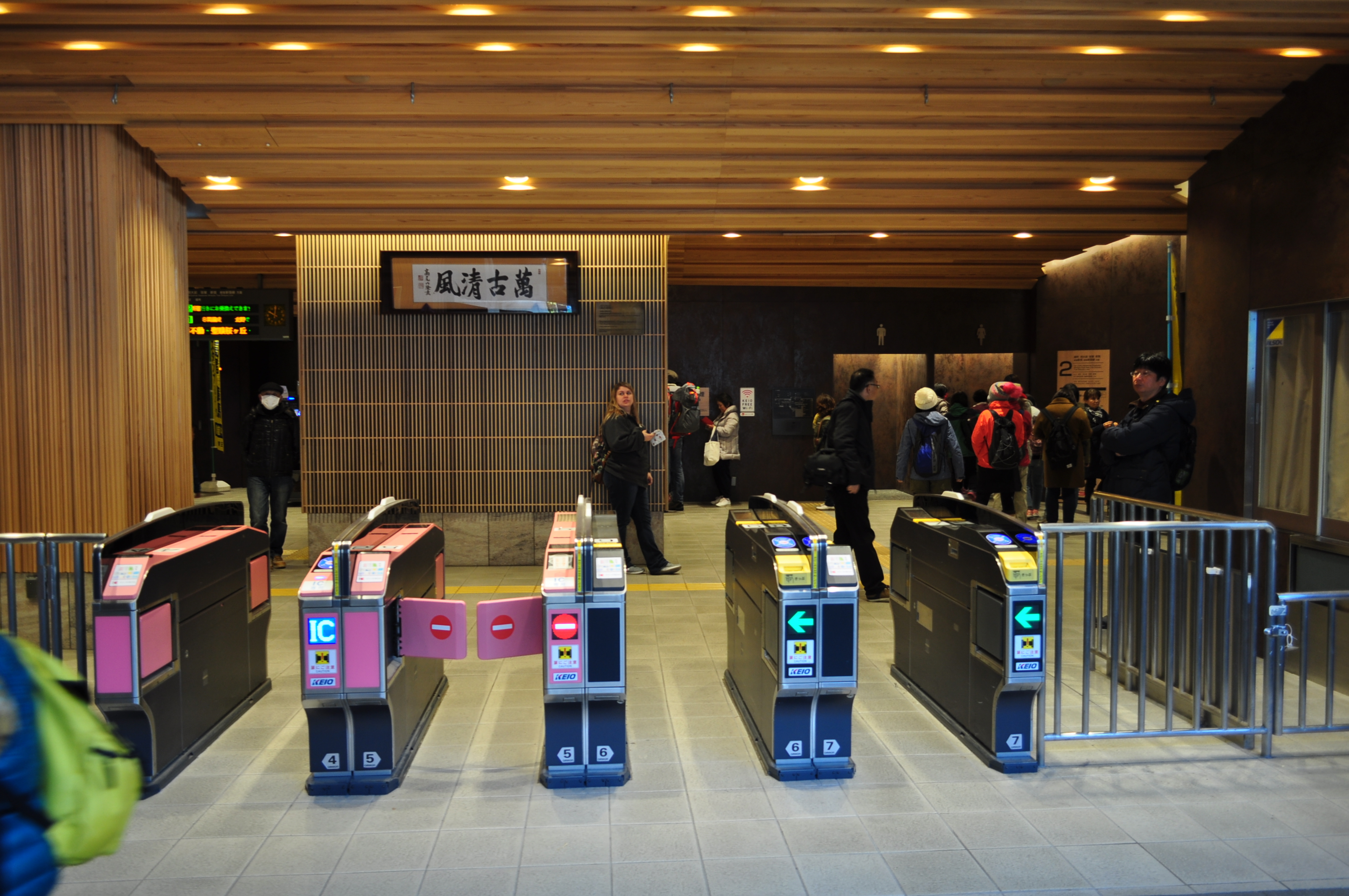
リニューアル後の高尾山口駅改札（2017年11月24日撮影）
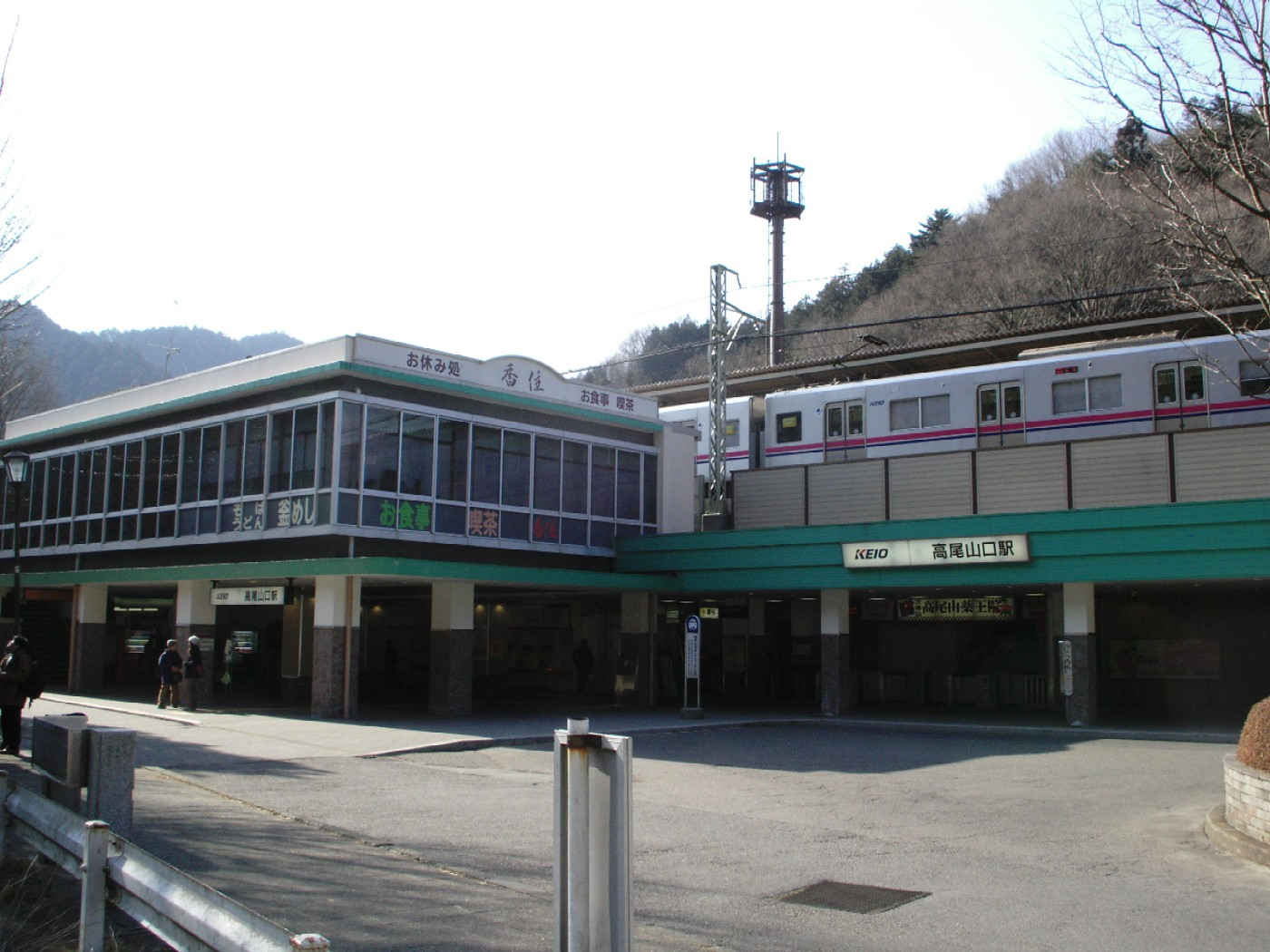
リニューアル前の高尾山口駅（2007年2月6日撮影）
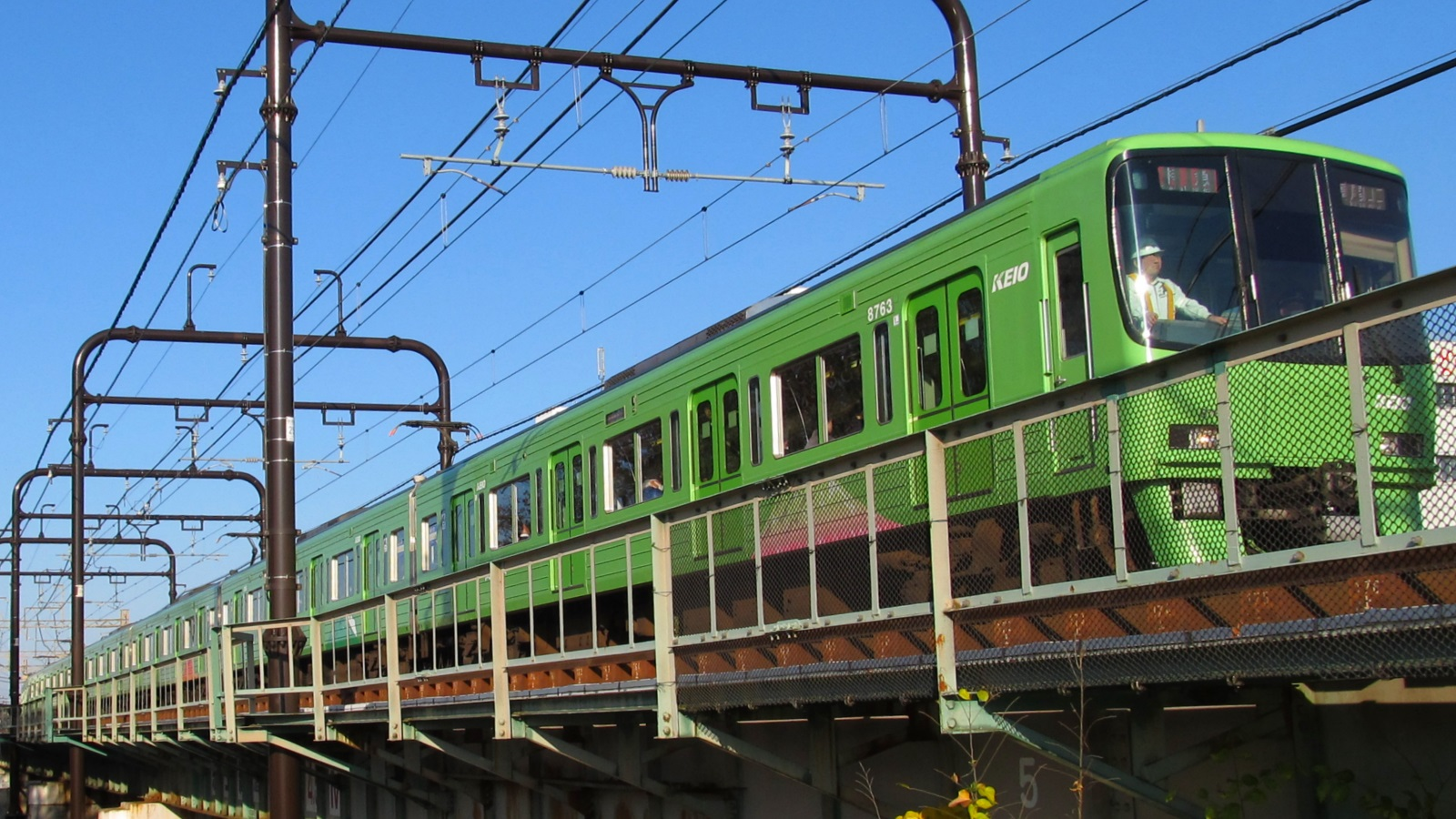
京王8000系「高尾山トレイン」（2016年12月10日、府中駅にて撮影）

## 施設情報
最新の情報については、公式サイトで確認のこと。

### 温泉
- 内湯：檜風呂（マイクロバブル）、替り風呂、水風呂、サウナ[10]
- 露天風呂：石張り風呂（人工炭酸泉）、岩風呂（天然温泉、ぬる湯・あつ湯）、座り湯[10]

#### 泉質
公式サイト内「温泉成分表」を参照。
「京王高尾山温泉 / 極楽湯」の館内に掲示されている温泉分析書（2014年3月発行）より、泉質等を以下に記す。
- 療養泉の分類：アルカリ性単純温泉
- 鉱泉の分類：低張性-アルカリ性-低温泉（pH値 9.9 / 泉温 26.2℃）
- 知覚的試験：微弱白色・澄明・無味・微弱硫化水素臭

### 館内施設
- レストラン「お食事処」：京王グループのレストラン京王が運営。メニューにはカレーショップC&Cのカレーもある[11]。
- マッサージ施設「ほぐし処」[12]
- 売店「お土産処」、自販機コーナー[13]
- 休憩コーナー、仮眠スペース「うたた寝処」[13]
- 荷物預けロッカー、喫煙室（館内分煙、喫煙室以外は禁煙）[13]

### 営業時間
- 営業時間：8時〜23時（最終入館受付22時）[14]
- 年中無休（※施設点検等で臨時休館する場合もあり）

### アクセス
- 京王高尾線　高尾山口駅改札口に隣接。